# Rheumaptera nigrescens
Rheumaptera nigrescens là một loài bướm đêm trong họ Geometridae.